# Adhezní hmotnost
Adhezní hmotnost (ve starší literatuře adhezní váha) je technická veličina, vyjadřující sumu silového (tíhového) působení vozidla na kolej v místech kontaktu s hnanými koly. Zjednodušeně jde o část hmotnosti hnacího vozidla, jejíž tíha působí na hnaná dvojkolí (případně jednotlivá kola, pokud jsou použita); u vozidel se všemi dvojkolími hnanými je tedy prostě rovna celkové hmotnosti. Veličina nemá jasný fyzikální význam, stanovuje se dopočtením z příslušných nápravových zatížení a vyjadřuje se v tunách.
Adhezní hmotnost je zvláště důležitým parametrem lokomotiv. Vzhledem k tomu, že hodnota součinitele adheze je u ocelového kola na ocelové kolejnici poměrně nízká (kolem 0,3), je adhezní hmotnost určující pro tažnou sílu lokomotivy.
Pomocí adhezní hmotnosti se popisuje typ vozidla a uvádí se její jmenovitá hodnota. Neuvádí se obvykle pro každé jednotlivé vozidlo, naopak se ve výrobě lokomotiv hodnoty kolových sil dostavují pomocí balastu, aby se přiblížily jmenovitým v rámci předem stanovených tolerancí.
U parních lokomotiv s běhouny (běžnými dvojkolími) a běžnými podvozky tvořila adhezní hmotnost jen část jejich celkové hmotnosti; ani podvozky tendru nebývaly hnané. Dnešní elektrické i dieselové lokomotivy mají zpravidla hnané všechny nápravy, naproti tomu motorové a elektrické vozy a jednotky mají i dnes často hnaná jen některá dvojkolí.
Například parní lokomotiva řady 498.0 přezdívaná Albatros měla adhezní hmotnost zhruba 70 tun, ač celková hmotnost lokomotivy s tendrem byla vysoko přes 100 tun. Navíc měla dvoje otvory ve vahadlech a rámu mezi posledním spřaženým dvojkolím a zadním běhounem, takže bylo možné změnit nápravové tlaky jednotlivých dvojkolí. Elektrická jednotka RegioPanter má každý vůz vystrojen jedním hnacím a jedním běžným podvozkem, přičemž hnací podvozek je o něco více zatížen; adhezní hmotnost jednotky tedy činí něco přes polovinu její celkové hmotnosti.
Adhezní hmotnost se stanovuje pro vozidlo stojící v klidu. Změny rozložení tíhy na jednotlivá dvojkolí vlivem klopných momentů při vyvíjení tažné síly na spřáhle a na uložení skříně na podvozcích se zavádějí (spolu s vlivy vlastností použitého pohonu) do trakčních výpočtů zvlášť, pomocí součinitele využití adheze. Součinem adhezní hmotnosti, tíhového zrychlení, součinitele adheze a součinitele využití adheze získáme (po odečtení vlastních jízdních odporů) maximální dosažitelnou tažnou sílu vozidla za daných podmínek.